# CHIKU-TAKU/고잉 마이 웨이!
〈CHIKU-TAKU/고잉 마이 웨이!〉(일본어: CHIKU-TAKU /ゴーイング マイ ウェイ!)는 LinQ의 5번째 싱글이다.

## 수록곡
1. CHIKU-TAKU
  - 작사·작곡·편곡: 와타나베 야스시
2. 고잉 마이 웨이!
  - 작사:  SUIMI, 에가미 코타로, 작곡: Justin Moretz, SUIMI, 에가미 코타로
3. 그 거리의 하늘(일본어: あの街の空 (아노마치노소라)[*])
  - 작사·작곡: DAY.C, 편곡:Jun Abe
4. CHIKU-TAKU (inst)
5. 고잉 마이 웨이! (inst)